# Isotherme coördinaten
In de differentiële meetkunde binnen de wiskunde zijn isotherme coördinaten of conforme coördinaten {\displaystyle (u,v)} lokale coördinaten op een riemann-variëteit {\displaystyle M} waarbij de metriek conform is met de euclidische metriek. Dit betekent dat in isotherme coördinaten de riemann-metriek {\displaystyle g} lokaal de vorm heeft van:
{\displaystyle g=\varphi (dx_{1}^{2}+\cdots +dx_{n}^{2})}
waar {\displaystyle \varphi } conforme factor, welke een gladde functie is. Als de riemann-variëteit georiënteerd is, zijn er die beweren dat een coördinatensysteem met die oriëntatie moet overeenkomen om isotherm te zijn.

## Isotherme coördinaten op oppervlakken
Isotherme coördinaten op oppervlakken werden voor het eerst in 1822 door Gauss geïntroduceerd, die het bestaan van de coördinaten bewees op een willekeurig oppervlak met een analytische metriek, volgens de resultaten op omwentelingsoppervlakken van Lagrange uit 1779. Korn en Lichtenstein bewezen dat isotherme coördinaten bestaan rond elk punt op een 2D-riemann-variëteit. 

### Beltrami-vergelijking
Het bestaan van isotherme coördinaten kan worden bewezen door bekende existentiestellingen toe te passen voor de Beltrami-vergelijking, die gebaseerd zijn op Lp-schattingen voor singuliere integrale operatoren van Calderón en Zygmund. Een eenvoudigere benadering van de Beltrami-vergelijking is in 2000 door Adrien Douady gegeven.
Als de riemann-metriek lokaal wordt gegeven als
{\displaystyle ds^{2}=E\ dx^{2}+2F\ dx\ dy+G\ dy^{2}}
dan heeft het in de complexe coördinaat {\displaystyle z=x+iy} de vorm
{\displaystyle ds^{2}=\lambda \left|\ dz+\mu \ d{\overline {z}}\ \right|^{2}}
waarbij {\displaystyle \lambda } en {\displaystyle \mu } glad zijn met {\displaystyle \lambda >0} en {\displaystyle \left\vert \mu \right\vert <1}. Oftewel,
{\displaystyle \lambda ={1 \over 4}(E+G+2{\sqrt {EG-F^{2}\ }})}   en
{\displaystyle \mu ={(E-G+2iF) \over 4\lambda }}
Een lokale coördinaten grafiek {\displaystyle (U;(u,v))} van {\displaystyle M^{2}} wordt een isotherme coördinaten systeem genoemd. In isotherme coördinaten {\displaystyle (u,v)} is de lokale metriek dan
{\displaystyle ds^{2}=e^{\rho }(du^{2}+dv^{2})}
waarbij {\displaystyle \rho } glad is. De complexe coördinaat {\displaystyle w=u+iv} voldoet aan
{\displaystyle e^{\rho }\ |dw|^{2}=e^{\rho }|w_{z}|^{2}\left|\ dz+{w_{\overline {z}} \over w_{z}}\ d{\overline {z}}\ \right|^{2}}
zodat de coördinaten {\displaystyle (u,v)} isotherm zullen zijn als de Beltrami-vergelijking
{\displaystyle {\partial w \over \partial {\overline {z}}}=\mu {\partial w \over \partial z}}
een diffeomorfe oplossing heeft. Het is bewezen dat een dergelijke oplossing bestaat in elke buurt waar {\displaystyle \lVert \mu \rVert _{\infty }<1}.

### Gaussiaanse kromming
De gaussiaanse kromming neemt in de isotherme coördinaten {\displaystyle (u,v)} een eenvoudigere vorm aan, namelijk
{\displaystyle K=-{\frac {1}{2}}e^{-\rho }\left({\frac {\partial ^{2}\rho }{\partial u^{2}}}+{\frac {\partial ^{2}\rho }{\partial v^{2}}}\right)}